# Ian Crafford
Ian Crafford (* 11. Juni 1944 in Hemel Hempstead, Hertfordshire) ist ein britischer Filmeditor, der in seiner über 30-jährigen Filmkarriere bei rund 25 Produktionen für den Filmschnitt in Kino und Fernsehen verantwortlich war. Darunter für Klassiker des internationalen Kinos wie Der Schrecken der Medusa, Sag niemals nie, Der Smaragdwald, Feld der Träume oder Stummer Schrei.

## Leben und Karriere
Ian Crafford wurde 1944 in der Grafschaft Hertfordshire geboren. Zu Beginn seiner Laufbahn in den 1960er Jahren arbeitete Crafford noch als Schnittassistent, wechselte dann Anfang der 1970er Jahre für einige Jahre zum Tonschnitt, bevor er Ende der 1970er Jahre zum Filmschnitt zurückkehrte.
1978 vertraute ihm Regie-Altmeister Jack Gold den Schnitt des Horrorthrillers Der Schrecken der Medusa mit Richard Burton in der Hauptrolle an. Nach diesem Erfolg engagierte ihn der Regisseur Irvin Kershner 1983 für den Sean Connery Bond-Film Sag niemals nie.
Seit Mitte der 1980er Jahre montierte Crafford hauptsächlich Filmproduktionen aus dem Action-, Mystery- und Dramen-Metier. Darunter für Regisseur John Boorman für seine drei Produktionen Der Smaragdwald, Hope and Glory, für den Crafford eine Nominierung für den BAFTA Award bekam, oder Die Zeit der bunten Vögel. 1989 verpflichtete ihn Phil Alden Robinson als Editor für sein Oscar-nominiertes Baseball-Drama Feld der Träume.
In den der 1990er und 2000er Jahren betreute er als Editor dann Filmproduktionen wie Stummer Schrei für Regisseur Bruce Beresford, Schneewittchen für Michael Cohn, oder Wo dein Herz schlägt und Walker Payne für Regisseur Matt Williams.
Während seiner Karriere als Editor arbeitete Crafford unter anderem mit den Regisseuren John Irvin, David Anspaugh, Harley Cokeliss, Deran Serafian, Alan Shapiro, Frank Oz, Peter Antonijevic oder Michael Apted zusammen.

## Auszeichnungen
BAFTA Award
- 1988: Nominierung für den BAFTA Award in der Kategorie Best Editing für Hope and Glory

American Cinema Editors Award
- 1990: Nominierung für den American Cinema Editors Award in der Kategorie Best Edited Feature Film für Feld der Träume

## Filmografie (Auswahl)
- 1978: Der Schrecken der Medusa (The Medusa Touch)
- 1979: Am Ende der Lagune (Beyond the Reef)
- 1983: Cheech & Chong – Jetzt raucht überhaupt nichts mehr (Still Smokin)
- 1983: Sag niemals nie (Never Say Never Again)
- 1985: Der Smaragdwald (The Emerald Forest)
- 1987: Hope and Glory
- 1988: Dream Demon – Traumdämon (Dream Demon)
- 1989: Feld der Träume (Field of Dreams)
- 1990: Die Zeit der bunten Vögel (Where the Heart Is)
- 1991: Das Gesetz der Macht (Class Action)
- 1992: Back in the U.S.S.R.
- 1992: Halbblut (Thunderheart)
- 1993: Das Biest (The Crush)
- 1994: Stummer Schrei (Silent Fall)
- 1995: Der Indianer im Küchenschrank (The Indian in the Cupboard)
- 1997: Schneewittchen (Snow White: A Tale of Terror)
- 1998: Savior
- 1998: The Sound of War (When Trumpets Fade) (Fernsehfilm)
- 1999: Arche Noah – Das größte Abenteuer der Menschheit (Noah's Ark) (Fernsehminiserie, 2 Episoden)
- 2000: Wo dein Herz schlägt (Where the Heart Is)
- 2000: Shiner – Jenseits von Gut und Böse (Shiner)
- 2003: County Clare – Hier spielt die Musik (The Boys & Girl from County Clare)
- 2005: Das Spiel ihres Lebens (The Game of Their Lives)
- 2006: Walker Payne
- 2012: The Hot Potato